# Yaimé Pérez
Yaimé Pérez Tellez (Santiago di Cuba, 29 maggio 1991) è una discobola cubana, campionessa mondiale a Doha 2019.

## Biografia
Nata e cresciuta in Cuba, poi nel 2022, approfittando di una sosta a Miami con la nazionale cubana di atletica, fugge per chiedere asilo politico in U.S.A. come hanno già fatto in passato molti altri atleti suoi connazionali.

## Palmarès
| Anno | Manifestazione      | Sede           | Evento           | Risultato | Prestazione | Note                  |
| ---- | ------------------- | -------------- | ---------------- | --------- | ----------- | --------------------- |
| 2010 | Mondiali U20        | Moncton        | Lancio del disco | Oro       | 56,01 m     |                       |
| 2012 | Giochi olimpici     | Londra         | Lancio del disco | 28ª (q)   | 57,87 m     |                       |
| 2013 | Mondiali            | Mosca          | Lancio del disco | 11ª       | 62,39 m     |                       |
| 2014 | Giochi CAC          | Veracruz       | Lancio del disco | Argento   | 62,42 m     |                       |
| 2015 | Giochi panamericani | Toronto        | Lancio del disco | Argento   | 64,99 m     |                       |
| 2015 | Mondiali            | Pechino        | Lancio del disco | 4ª        | 65,46 m     |                       |
| 2016 | Giochi olimpici     | Rio de Janeiro | Lancio del disco | Finale    | nm          |                       |
| 2017 | Mondiali            | Londra         | Lancio del disco | 4ª        | 64,82 m     |                       |
| 2018 | Giochi CAC          | Barranquilla   | Lancio del disco | Oro       | 66,00 m     | Record dei Giochi     |
| 2018 | Campionati NACAC    | Toronto        | Lancio del disco | Oro       | 61,97 m     | Record dei campionati |
| 2019 | Giochi panamericani | Lima           | Lancio del disco | Oro       | 66,58 m     | Record dei Giochi     |
| 2019 | Mondiali            | Doha           | Lancio del disco | Oro       | 69,17 m     |                       |
| 2021 | Giochi olimpici     | Tokyo          | Lancio del disco | Bronzo    | 65,72 m     |                       |
| 2022 | Mondiali            | Eugene         | Lancio del disco | 7ª        | 63,07 m     |                       |

## Altre competizioni internazionali
2018
- Vincitrice della Diamond League nella specialità del lancio del disco

2019
- Vincitrice della Diamond League nella specialità del lancio del disco